# Aureus

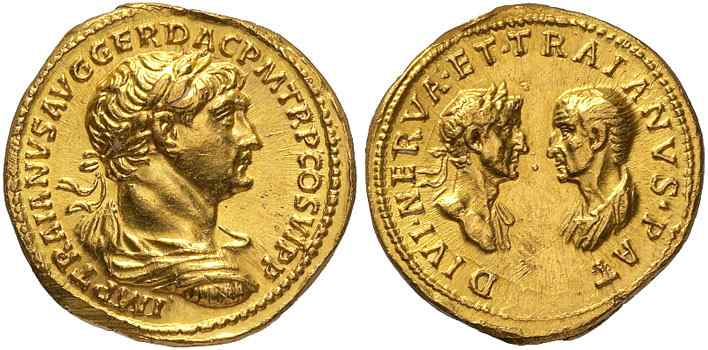
Aureus van Trajanus, met zijn voorganger Nerva

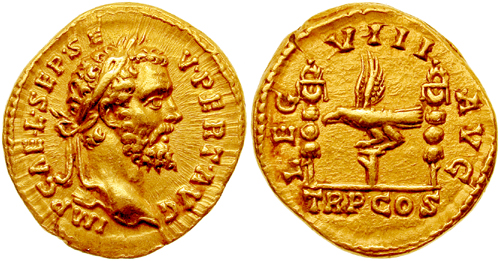
Aureus van Septimius Severus

De aureus (meervoud: aurei) is een gouden munt van het Romeinse Rijk, die het eerst geslagen werd onder Sulla rond 85 v.Chr. Julius Caesar begon de aureus frequent aan te munten. Onder zijn regering werd het gewicht vastgesteld op 1/40 van een Romeins pond, ofwel ruim 8 gram, maar in later eeuwen werd het gewicht wat naar beneden gebracht. Het goudgehalte bleef echter gelijk, zo'n 99 %. De waarde was aanvankelijk 25 denarii, 100 sestertii of 400 asses, maar met de inflatie van de denarius in de derde eeuw liep de waarde sterk op tot meer dan 800 denarii in het jaar 301. 
Constantijn de Grote verving de aureus door een iets lichtere gouden munt, de solidus, die echter platter is en daardoor ongeveer even groot.
Onder muntenverzamelaars is de aureus een hoog gewaardeerde munt, die ook in matige staat voor minder dan 1000 euro niet te vinden is. Een van de redenen is de vaak realistische kwaliteit van de keizersportretten.

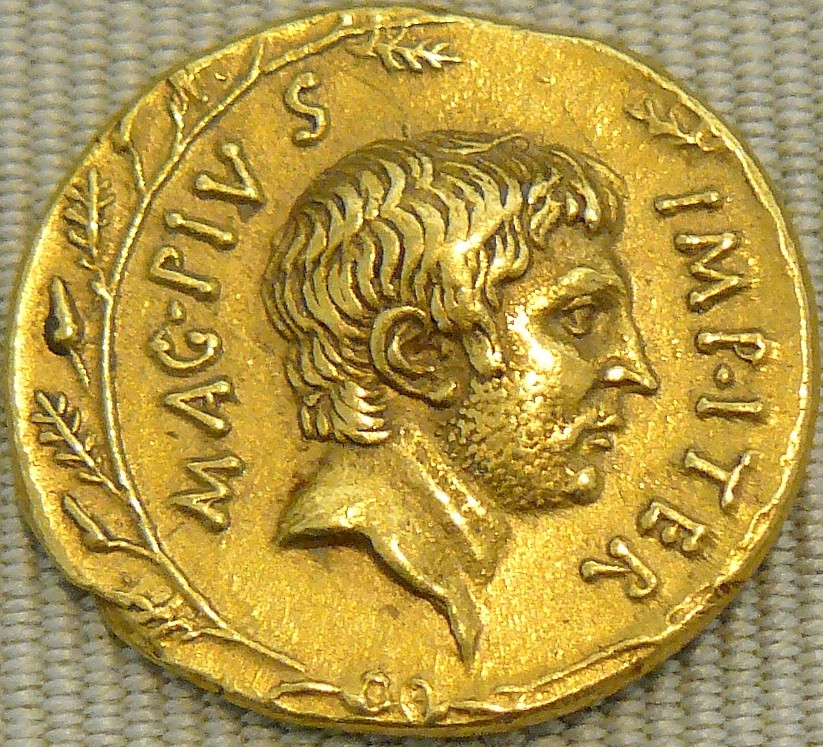
Klassiek portret van Sextus Pompeius (37 v.Chr.)
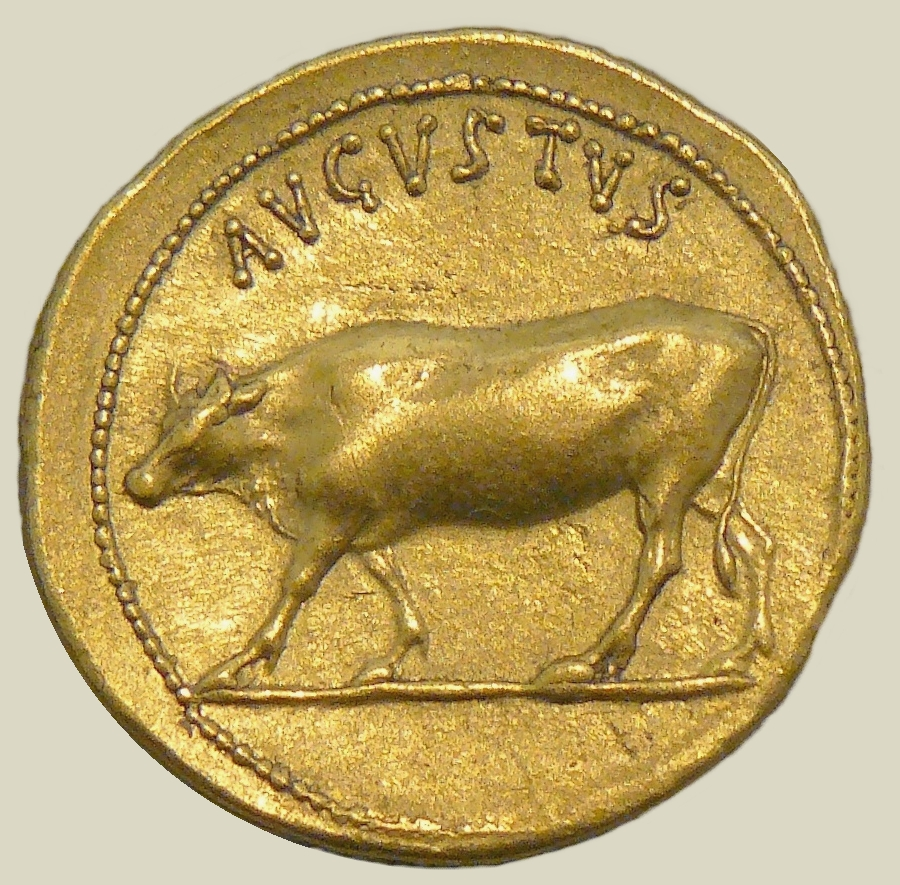
Keerzijde van een aureus van Augustus (27 v.Chr.)
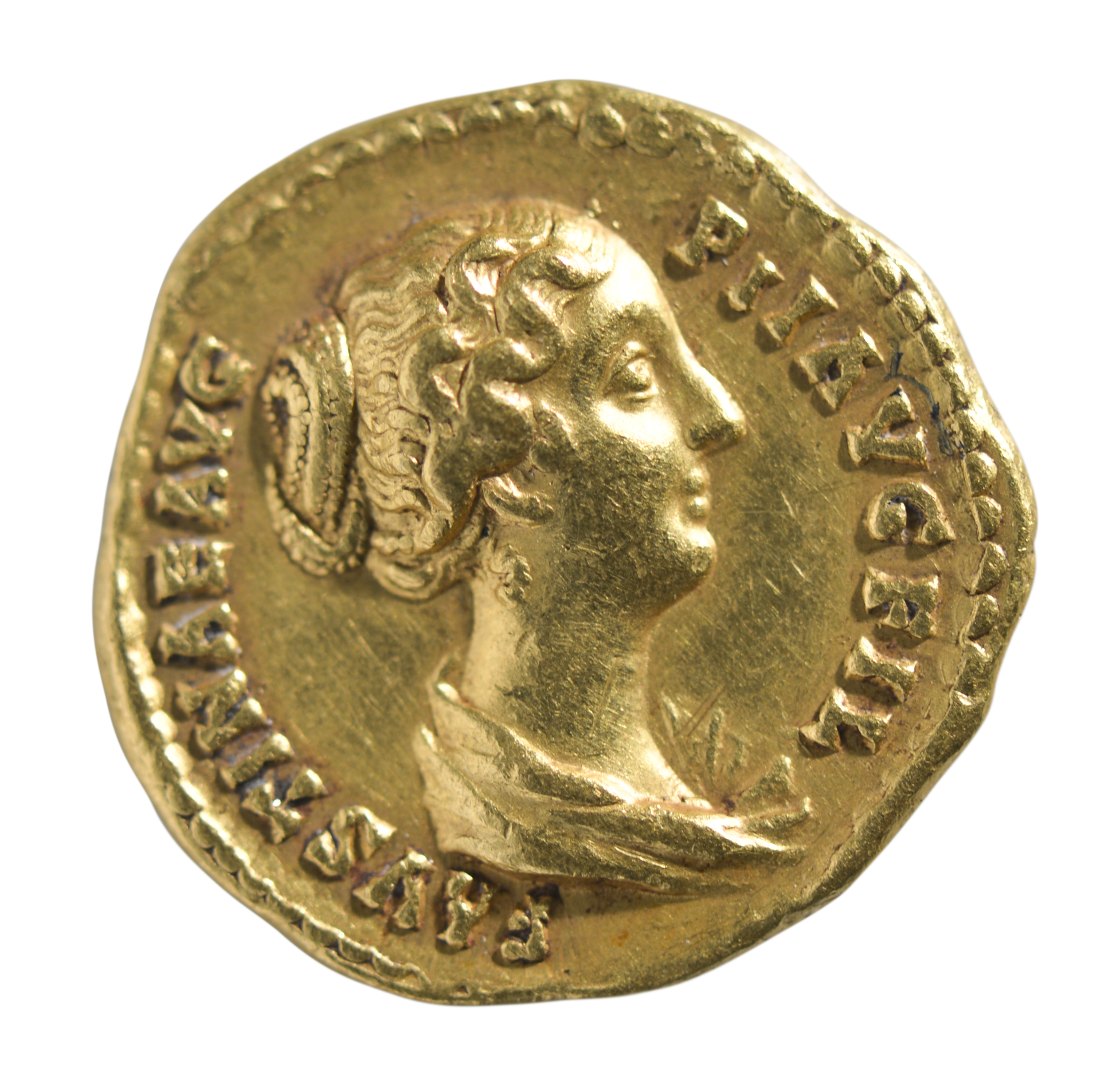
Aureus van Faustina de Jongere (147-150 n.Chr.), Gallo-Romeins Museum (Tongeren)
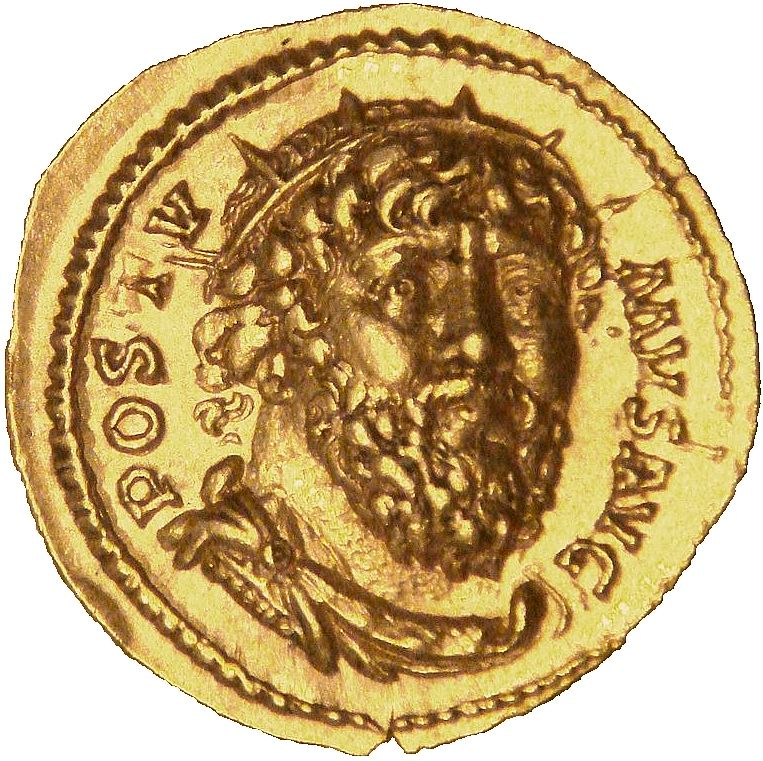
Zeer ongewoon portret van Postumus, de keizer van het Gallische rijk, op een aureus uit 268
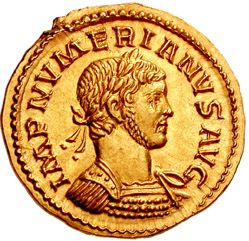
Een late aureus, van keizer Numerianus (283-284)